# La Década Prodigiosa
La Década Prodigiosa ist eine spanische Popgruppe, die 1985 gegründet wurde.

## Werdegang
Das Konzept für die ersten Alben war, spanische Songs der 1960er Jahre in einem modernen Gewand zu präsentieren. Zu einer Handvoll Musikern gesellten sich stets vier oder fünf Sänger in ständig wechselnden Besetzungen. Die Gruppe wurde von der Rundfunkanstalt TVE ausgewählt, Spanien beim Eurovision Song Contest 1988 in Dublin zu vertreten. Einer ihrer ersten Eigenkompositionen, der Popsong Made in Spain landete dann auf Platz elf.
Seit den 1990er Jahren veröffentlicht die Gruppe auch eigene Stücke. Mit dem Titel A ti gewann die Gruppe 2006 beim internationalen Songfestival in Benidorm.

## Auszeichnungen für Musikverkäufe
| Platin-Schallplatte - Spanien - 1987: für das Album La Década Prodigiosa Vol. 1 - 1987: für das Album La Década Prodigiosa Vol. 2 - 1991: für das Album En Vivo - 1991: für das Album Licencia Para Bailar - 1991: für das Album Le Mejor De Los 60, 70 Y 80 2× Platin-Schallplatte - Spanien - 1989: für das Album Los Anos 80 | 3× Platin-Schallplatte - Spanien - 1988: für das Album Los Anos 70 - 1990: für das Album Los Anos 80 Vol. 2 |

| Land/RegionAuszeichnungen für Musikverkäufe (Land/Region, Auszeichnungen, Verkäufe, Quellen) | Gold | Platin       | Verkäufe  | Quellen |
| -------------------------------------------------------------------------------------------- | ---- | ------------ | --------- | ------- |
| Spanien (Promusicae)                                                                         | —    | 13× Platin13 | 1.300.000 | ES ES2  |
| Insgesamt                                                                                    | —    | 13× Platin13 |           |         |